# Анейская митрополия
Ане́йская митропо́лия (греч. Ιερά Μητρόπολη Ανέων) — титулярная митрополия Константинопольской православной церкви. Существовала до 1922 год с центром в городе Сокия, ныне турецкий Сёке.

## История
В 325 году Анейская епископия попала в ведение Эфесской митрополии. С завоеванием района османами в 1390 году, епископия была закрыта, а город Анея опустел, и центром области стала соседний Сокия. В ноябре 1806 года была образована Кринийская и Анейская епископия, подчиненная Эфесу, которая была разделена на Кринийскую и Анейскую 9 мая 1883 года. Центром Анейской епископии стала Сокия, которая стала называться Анеа. 21 февраля 1917 года епископство было возведено в ранг митрополии.
Епархия состоит из двух несвязанных частей. Анейская граничит с Илиупольской и Эфесской митрополией (Новоэфесская часть) на севере, Илиупольской на востоке и юге и морем на Западе. Нотийская часть граничит с Кринейской митрополией (митрополичья часть) и Эфесской на севере, Илиупольской на востоке, Илиупольской и морем на юге и Вриульской митрополией на Западе. Другими городами епархии являются Геротнат (Йенихисар), Вагарасси (Багарасси) и Ноти (Оздере).
После обмена населением между Грецией и Турцией в 1922 году на территории епархии не осталось православного населения.

## Епископы
- Константин (9 мая 1883 — 2 ноября 1902)
- Анфим (Химониос) (2 ноября 1902—1917)
- Александр (Диланас) (21 февраля 1917 — 19 февраля 1922)
- Фома (Саввопулос) (26 февраля 1922 — 2 апреля 1927)
- Николай (Кутрумбис) (15 февраля — 15 октября 1972)
- Полиевкт (Финфинис) (30 апреля 1974 — 2 февраля 1988)
- Мефодий (Турнас) (24 ноября 1997 — 20 декабря 2002)
- Макарий (Павлидис) (с 10 июля 2018)